# Doce de abacaxi
Doce de abacaxi é um doce típico da culinária brasileira feito a base de abacaxi e açúcar, podendo conter também coco, cravo e canela, mel, ou noz moscada.
A apresentação final do doce pode ser em calda (compota), em massa (polpa triturada) ou cristalizado. Este doce pode ser usado como ingrediente para outras sobremesas, como no pavês, bolos, e delícia de abacaxi.